# جوزف ای. عون
جوزف الی عون (انگلیسی: Joseph Eli Aoun؛ زادهٔ ۲۶ مارس ۱۹۵۳) هفتمین رئیس دانشگاه نورت‌ایسترن در بوستون، است که از ۱۵ اوت ۲۰۰۶ در این سمت مشغول به کار است. او پیش از آن رئیس کالج نامه‌ها، هنرها و علوم در دانشگاه کالیفرنیای جنوبی بود. او در سال ۱۹۸۲ به دانشکده زبانشناسی یو اس سی پیوست.